# سنجد (سرده)
سنجد، ایده، پستنک، پستانک، قبیده بادام (نام علمی: Elaeagnus) نام یک سرده از تیره سنجدیان است.